# 실사 (법)
실사(due diligence)는 합리적인 기업이나 사람이 다른 당사자와 계약을 체결하거나 특정 수준의 주의를 기울여 행위를 하기 전에 일반적으로 취할 것으로 기대되는 조사 또는 주의 행사이다.
실사는 법적 의무가 될 수 있지만 이 용어는 자발적 조사에 더 일반적으로 적용된다. 또한 법적 조치에 대한 방어를 제공할 수도 있다. 실사의 일반적인 예는 잠재적 인수자가 합병이나 인수에 앞서 대상 회사나 그 자산을 평가하는 프로세스이다. 실사 뒤에 있는 이론은 이러한 유형의 조사를 수행하면 의사 결정자가 사용할 수 있는 정보의 양과 품질을 향상하고 이 정보가 현재 결정과 모든 비용, 이점, 위험을 심의하는 데 체계적으로 사용되도록 보장함으로써 정보에 입각한 의사 결정에 크게 기여한다고 주장한다.

## 같이 보기
- 자료실
- 주의의무
- 기밀유지 협약
- 주의기준